# Bothriothorax paradoxus
Bothriothorax paradoxus är en stekelart som först beskrevs av Johan Wilhelm Dalman 1820.  Bothriothorax paradoxus ingår i släktet Bothriothorax och familjen sköldlussteklar. Arten är reproducerande i Sverige. Inga underarter finns listade.